# Leocomia cinchonae
Leocomia cinchonae är en insektsart som beskrevs av Pickles 1930. Leocomia cinchonae ingår i släktet Leocomia och familjen spottstritar. Inga underarter finns listade i Catalogue of Life.